# Hrachovo
Hrachovo je obec na Slovensku v okrese Rimavská Sobota. Žije zde 799 obyvatel.
V obci se narodil JUDr. Rudolf Markovič - slovenský politik a advokát a Samo Vozár - slovenský básník. Jako evangelický farář v obci působil slovenský spisovatel a národně-kulturní činitel Pavol Markovič.
Významnou etapou v dějinách Hrachova bylo fungování školy SCHOLA CASTELLANA RAHOVIENSIS, která byla známá v celém Uhersku v 17. a 18. století jako Gymnázium pro chlapce ze šlechtických rodin. Školu zřídil Gašpar Nedorost II. v rodinném hradním kostele v roce 1631. Připravovala budoucí soudce, komisaře, písaře či teology. Zanikla pravděpodobně v druhé polovině 18. století.
K historickým památkám obce patří původně renesanční zámeček, evangelický kostel z roku 1800, ve kterém se nachází vzácný renesanční oltář a kostel římskokatolické církve z roku 1808. V minulosti na návrší nad obcí stál Hrachovský hrad, který byl zničen v roce 1909. V roce 1712 tady byl věznen Juraj Jánošík, kterého zatkli i s Tomášem Uhorčíkem v malohontském Klenovci. Z vězení jim pomohl Malohontský podžupan Pavol Láni.